# Reynold A. Nicholson
Reynold Alleyne Nicholson (Keighley, 18 agosto 1868 – Chester, 27 agosto 1945) è stato un iranista, islamista e arabista britannico specializzato nella storia del Sufismo e apprezzato esperto di Gialal al-Din Rumi, il grande poeta mistico persiano, autore del Mathnavi.

## Biografia
Reynold A. Nicholson, figlio del paleontologo Henry Alleyne Nicholson, nacque nella contea di West Riding of Yorkshire. Studiò all'Università di Aberdeen e nel Trinity College, Nicholson fu lettore di lingua persiana nella University College London dal giugno 1902 al 1926, e Sir Thomas Adams's Professor of Arabic nell'Università di Cambridge dal 1926 al 1933.
È considerato un Maestro di letteratura araba e di storia del sufismo, in grado di esercitare una vasta influenza nel campo degli studiosi di Islamistica. Era in grado di tradurre con grande sapienza in lingua inglese i principali testi sufi redatti in Arabo, Persiano e Turco-ottomano. Nicholson fu autore di due libri di grande importanza: Literary History of The Arabs (1907) e The Mystics of Islam (1914).

### Lavori su Rumi
Il capolavoro di Nicholson è considerato dagli studiosi il suo lavoro sul Mathnavi di Rumi, pubblicato in otto volumi tra il 1925 e il 1940. Realizzò la prima edizione critica persiana del Mathnavi, la prima traduzione integrale di essa in inglese e il primo commento dell'intera opera in lingua inglese.

### Lavoro su ʿAli Hujviri Dātā Ganji Bakhsh
Nicholson tradusse anche in inglese il famoso libro persiano sul Sufismo, il Kashf al-Maḥjūb del famoso "santo" del subcontinente indiano, Dātā Ganji Bakhsh Abū l-Ḥasan ʿAlī al-Hujvīrī.

### Lavori su Iqbal
Da esperto traduttore di lavori provenienti dal subcontinente indiano, Nicholson tradusse anche in inglese l'opera poetica del famoso scrittore indiano Muhammad Iqbal, proponendo ai lettori il lavoro filosofico-poetico di questi, gli Asrār-i Khūdī, diventati nella sua lingua The Secrets of the Self.

### Altre traduzioni
- Il trattato sufi di Hujviri
- Il Mathnawi di Rumi e il Dīvān-e Shams-e Tabrīzī
- Il Tarjumān al-ashwāq di Ibn Arabi
- Le liriche in lingua sindhi del poeta Shah Abdul Latif Bhittai

### Discepoli
Tra gli studenti di Nicholson figura il non meno apprezzato arabista e islamista A. J. Arberry, traduttore anch'egli di Rumi e del Corano. La sua traduzione serve in genere da riferimento agli islamisti anglofoni.